# 朱由栩
朱由栩（？—？），中國明朝明光宗朱常洛第六子、母定懿妃。
朱由栩出生不久就夭折，崇禎年間才被异母兄崇祯帝追封為湘懷王并赐名。
| 空缺上一位持有相同頭銜者：獻王朱柏 | 明湘國國王 追封 | 無 原因：無子，封國撤除 |